# Campionatul Mondial de Fotbal Feminin 1999
Campionatul Mondial de Fotbal Feminin 1999 a fost organizat în Statele Unite și a fost câștigat de echipa gazdă. Finala a fost între SUA și China și a avut loc pe Rose Bowl în Pasadena, California. A fost meciul de fotbal feminin cu cei mai mulți spectatori în tribune; peste 90.000 de oameni urmărind meciul din tribune.

## Stadioane
- Chicago, Illinois – Soldier Field
- East Rutherford, New Jersey – Giants Stadium
- Foxborough, Massachusetts – Foxboro Stadium
- Palo Alto, California – Stanford Stadium
- Pasadena, California – Rose Bowl
- Portland, Oregon – Civic Stadium
- San Jose, California – Spartan Stadium
- Landover, Maryland – Jack Kent Cooke Stadium

## Echipe
16 echipe au participat la turneul final. Echipele erau:
| - Africa (CAF) - Nigeria - Ghana - Asia (AFC) - Coreea de Nord - China - Japonia - America de Sud (CONMEBOL) - Brazilia - Oceania (OFC) - Australia | - Europa (UEFA) - Danemarca - Germania - Rusia - Norvegia - Suedia - Italia - America de Nord, America Centrală și Caraibele (CONCACAF) - Canada - Mexic - Statele Unite (țara gazdă – calificată automat) |

## Arbitri
| Africa - Cofie Comfort - Bola Elizabeth Abidoye - Omoleye Adeyemi Adeola - Fatou Gaye Asia - Lu Lijuan - Zuo Xiudi - Hisae Yoshizawa - Im Eun Ju - Ri Song Ok America de Nord, America Centrală și Caraibele - Sonia Denoncourt - Maria Rodríguez - Virginia Tovar - Jackeline Blanquice - Boni Bishop - Kari Seitz - Sandra Hunt | America de Sud - Ana Bia Batista - Cleidy Mary Ribeiro - Maria Edilene Siqueira - Martha Liliana Pardo - Ana Isabel Pérez - Marisela de Fuentes Europa - Gitte Nielsen - Katriina Elovirta - Petteri Kari - Ghislaine Labbe - Elke Günthner - Corrie Kruithof - Ann Wenche Kleven - Nicole Petignat - Susanne Borg Oceania - Tammy Ogston |

## Faza grupelor

### Grupa A
| Echipa         | MJ | V | E | Î | GM | GP | DG  | Pct |
| -------------- | -- | - | - | - | -- | -- | --- | --- |
| Statele Unite  | 3  | 3 | 0 | 0 | 13 | 1  | +12 | 9   |
| Nigeria        | 3  | 2 | 0 | 1 | 5  | 8  | −3  | 6   |
| Coreea de Nord | 3  | 1 | 0 | 2 | 4  | 6  | −2  | 3   |
| Danemarca      | 3  | 0 | 0 | 3 | 1  | 8  | −7  | 0   |

| Statele Unite                | 3 – 0   | Danemarca |
| ---------------------------- | ------- | --------- |
| Hamm 17' Foudy 73' Lilly 89' | Cronica |           |

| Coreea de Nord | 1 – 2   | Nigeria               |
| -------------- | ------- | --------------------- |
| Jo 74'         | Cronica | Akide 50' Nwadike 79' |

| Statele Unite                                                                | 7 – 1   | Nigeria     |
| ---------------------------------------------------------------------------- | ------- | ----------- |
| Chiejine 2' (o.g.) Hamm 20' Milbrett 23', 83' Lilly 32' Akers 39' Parlow 42' | Cronica | Okosieme 2' |

| Coreea de Nord         | 3 – 1   | Danemarca    |
| ---------------------- | ------- | ------------ |
| Jin 15' Jo 39' Kim 73' | Cronica | Johansen 74' |

| Nigeria                | 2 – 0   | Danemarca |
| ---------------------- | ------- | --------- |
| Akide 25' Okosieme 81' | Cronica |           |

| Statele Unite                    | 3 – 0   | Coreea de Nord |
| -------------------------------- | ------- | -------------- |
| MacMillan 56' Venturini 68', 76' | Cronica |                |

### Grupa B
| Echipa   | MJ | V | E | Î | GM | GP | DG  | Pct |
| -------- | -- | - | - | - | -- | -- | --- | --- |
| Brazilia | 3  | 2 | 1 | 0 | 12 | 4  | +8  | 7   |
| Germania | 3  | 1 | 2 | 0 | 10 | 4  | +6  | 5   |
| Italia   | 3  | 1 | 1 | 1 | 3  | 3  | 0   | 4   |
| Mexic    | 3  | 0 | 0 | 3 | 1  | 15 | −14 | 0   |

| Brazilia                                                     | 7 – 1   | Mexic         |
| ------------------------------------------------------------ | ------- | ------------- |
| Pretinha 3', 12', 90+1' Sissi 29', 42', 50' Kátia 35' (pen.) | Cronica | Domínguez 10' |

| Germania            | 1 – 1   | Italia     |
| ------------------- | ------- | ---------- |
| Wiegmann 61' (pen.) | Cronica | Panico 36' |

| Brazilia      | 2 – 0   | Italia |
| ------------- | ------- | ------ |
| Sissi 3', 63' | Cronica |        |

| Germania                                                | 6 – 0   | Mexic |
| ------------------------------------------------------- | ------- | ----- |
| Grings 10', 57', 90+2' Smisek 46' Hingst 49' Lingor 89' | Cronica |       |

| Germania                               | 3 – 3   | Brazilia                         |
| -------------------------------------- | ------- | -------------------------------- |
| Prinz 8' Wiegmann 46' (pen.) Jones 58' | Cronica | Kátia 15' Sissi 20' Maicon 90+4' |

| Mexic | 0 – 2   | Italia               |
| ----- | ------- | -------------------- |
|       | Cronica | Panico 37' Zanni 51' |

### Grupa C
| Echipa   | MJ | V | E | Î | GM | GP | DG  | Pct |
| -------- | -- | - | - | - | -- | -- | --- | --- |
| Norvegia | 3  | 3 | 0 | 0 | 13 | 2  | +11 | 9   |
| Rusia    | 3  | 2 | 0 | 1 | 10 | 3  | +7  | 6   |
| Canada   | 3  | 0 | 1 | 2 | 3  | 12 | −9  | 1   |
| Japonia  | 3  | 0 | 1 | 2 | 1  | 10 | −9  | 1   |

| Japonia   | 1 – 1   | Canada      |
| --------- | ------- | ----------- |
| Otake 64' | Cronica | Burtini 32' |

| Norvegia                   | 2 – 1   | Rusia        |
| -------------------------- | ------- | ------------ |
| Sandaune 28' Pettersen 68' | Cronica | Komarova 78' |

| Norvegia                                                                     | 7 – 1   | Canada     |
| ---------------------------------------------------------------------------- | ------- | ---------- |
| Aarønes 8', 36' Lehn 49' Riise 54' Medalen 68' Pettersen 76' Gulbrandsen 87' | Cronica | Hooper 31' |

| Japonia | 0 – 5   | Rusia                                                          |
| ------- | ------- | -------------------------------------------------------------- |
|         | Cronica | Savina 29' Letyushova 52', 90' N. Karasseva 58' Barbachina 80' |

| Canada     | 1 – 4   | Rusia                                             |
| ---------- | ------- | ------------------------------------------------- |
| Hooper 76' | Cronica | Grigorieva 54' Fomina 66', 86' O. Karasseva 90+1' |

| Norvegia                                                    | 4 – 0  | Japonia |
| ----------------------------------------------------------- | ------ | ------- |
| Riise 8' (pen.) Isozaki 26' (o.g.) Aarønes 36' Mellgren 61' | Report |         |

### Grupa D
| Echipa    | MJ | V | E | Î | GM | GP | DG  | Pct |
| --------- | -- | - | - | - | -- | -- | --- | --- |
| China     | 3  | 3 | 0 | 0 | 12 | 2  | +10 | 9   |
| Suedia    | 3  | 2 | 0 | 1 | 6  | 3  | +3  | 6   |
| Australia | 3  | 0 | 1 | 2 | 3  | 7  | −4  | 1   |
| Ghana     | 3  | 0 | 1 | 2 | 1  | 10 | −9  | 1   |

| China                   | 2 – 1   | Suedia       |
| ----------------------- | ------- | ------------ |
| Jin Y. 17' Liu A.L. 69' | Cronica | Bengtsson 2' |

| Australia  | 1 – 1   | Ghana       |
| ---------- | ------- | ----------- |
| Murray 74' | Cronica | Gyamfua 76' |

| Australia  | 1 – 3   | Suedia                          |
| ---------- | ------- | ------------------------------- |
| Murray 32' | Cronica | Tornqvist 8' Ljungberg 21', 69' |

| China                                                                | 7 – 0   | Ghana |
| -------------------------------------------------------------------- | ------- | ----- |
| Sun W. 9', 21', 54' Jin Y. 16' Zhang O.Y. 82', 90+1' Zhao L.H. 90+2' | Cronica |       |

| China                      | 3 – 1   | Australia     |
| -------------------------- | ------- | ------------- |
| Sun W. 39', 51' Liu Y. 73' | Cronica | Salisbury 66' |

| Ghana | 0 – 2   | Suedia            |
| ----- | ------- | ----------------- |
|       | Cronica | Svensson 58', 86' |

## Faza eliminatorie
|  | Sferturi de finală | Sferturi de finală |                     |          | Semifinale  | Semifinale  |  |  | Finala              | Finala |
|  |                    |                    |                     |          |             |             |  |  |                     |        |
|  | 1 iulie – Landover |                    |                     |          |             |             |  |  |                     |        |
|  |                    |                    |                     |          |             |             |  |  |                     |        |
|  | Statele Unite      | 3                  |                     |          |             |             |  |  |                     |        |
|  | Statele Unite      | 3                  | 4 iulie – Palo Alto |          |             |             |  |  |                     |        |
|  | Germania           | 2                  |                     |          |             |             |  |  |                     |        |
|  | Germania           | 2                  | Statele Unite       | 2        |             |             |  |  |                     |        |
|  | 1 iulie – Landover |                    | Statele Unite       | 2        |             |             |  |  |                     |        |
|  |                    | Brazilia           | 0                   |          |             |             |  |  |                     |        |
|  | Brazilia           | Brazilia           | 0                   | 4        |             |             |  |  |                     |        |
|  | Brazilia           |                    | 10 iulie – Pasadena | 4        |             |             |  |  |                     |        |
|  | Nigeria            | 3                  |                     |          |             |             |  |  |                     |        |
|  | Nigeria            | 3                  | Statele Unite       | 0 (5)    |             |             |  |  |                     |        |
|  | 30 June – San Jose |                    | Statele Unite       | 0 (5)    |             |             |  |  |                     |        |
|  |                    | China              | 0 (4)               |          |             |             |  |  |                     |        |
|  | Norvegia           | China              | 0 (4)               | 3        |             |             |  |  |                     |        |
|  | Norvegia           | 4 iulie – Foxboro  |                     | 3        |             |             |  |  |                     |        |
|  | Suedia             | 1                  |                     |          |             |             |  |  |                     |        |
|  | Suedia             | 1                  | Norvegia            | 0        | Finala mică | Finala mică |  |  |                     |        |
|  | 30 June – San Jose |                    | Norvegia            | 0        | Finala mică | Finala mică |  |  |                     |        |
|  |                    | China              | 5                   |          |             |             |  |  |                     |        |
|  | China              | China              | 5                   | 2        | Norvegia    | 0 (4)       |  |  |                     |        |
|  | China              |                    |                     | 2        | Norvegia    | 0 (4)       |  |  |                     |        |
|  | Rusia              | 0                  |                     | Brazilia | 0 (5)       |             |  |  |                     |        |
|  | Rusia              | 0                  |                     |          | 0 (5)       |             |  |  |                     |        |
|  |                    |                    |                     |          |             |             |  |  | 10 iulie – Pasadena |        |
|  |                    |                    |                     |          |             |             |  |  |                     |        |

### Sferturile de finală
| China                | 2 – 0   | Rusia |
| -------------------- | ------- | ----- |
| Pu W. 37' Jin Y. 56' | Cronica |       |

| Norvegia                                   | 3 – 1   | Suedia      |
| ------------------------------------------ | ------- | ----------- |
| Aarønes 51' Pettersen 58' Riise 72' (pen.) | Cronica | Moström 90' |

| Statele Unite                         | 3 – 2   | Germania                        |
| ------------------------------------- | ------- | ------------------------------- |
| Milbrett 16' Chastain 49' Fawcett 66' | Cronica | Chastain 5' (o.g.) Wiegmann 45' |

| Brazilia                            | 4 – 3 (a.e.t.) | Nigeria                          |
| ----------------------------------- | -------------- | -------------------------------- |
| Cidinha 4', 22' Nenê 35' Sissi 104' | Cronica        | Emeafu 63' Okosieme 72' Egbe 85' |

### Semifinale
| Statele Unite              | 2 – 0   | Brazilia |
| -------------------------- | ------- | -------- |
| Parlow 5' Akers 80' (pen.) | Cronica |          |

| Norvegia | 0 – 5   | China                                         |
| -------- | ------- | --------------------------------------------- |
|          | Cronica | Sun W. 3', 72' Liu A.L. 14', 51' Fan Y.J. 65' |

### Finala mică
| Brazilia                                             | 0 – 0 (a.e.t.) (d.p.) | Norvegia                                                         |
| ---------------------------------------------------- | --------------------- | ---------------------------------------------------------------- |
|                                                      | Cronica               |                                                                  |
| Pretinha · Cidinha · Kátia · Maicon · Nenê · Formiga | 5 – 4                 | Riise · Pettersen · Jørgensen · Sandaune · Gulbrandsen · Aarønes |

### Finala
| Statele Unite                                | 0 – 0 (a.e.t.) (d.p.) | China                                              |
| -------------------------------------------- | --------------------- | -------------------------------------------------- |
|                                              | Cronica               |                                                    |
| Overbeck · Fawcett · Lilly · Hamm · Chastain | 5 – 4                 | Xie H.L. · Qiu H.Y. · Liu Y. · Zhang O.Y. · Sun W. |

## Premii
| Câștigătoarea Ghetei de Aur | Câștigătoarea Balonului de Aur | Trofeul FIFA Fair Play |
| --------------------------- | ------------------------------ | ---------------------- |
| Sissi Sun Wen               | Sun Wen                        | China                  |

### Echipa All-Star
| Portari                | Fundași                                                              | Mijlocași                                                    | Atacanți                                     |
| ---------------------- | -------------------------------------------------------------------- | ------------------------------------------------------------ | -------------------------------------------- |
| Gao Hong Briana Scurry | Wang Liping Wen Lirong Doris Fitschen Brandi Chastain Carla Overbeck | Sissi Liu Ailing Zhao Lihong Bettina Wiegmann Michelle Akers | Jin Yan Sun Wen Ann Kristin Aarønes Mia Hamm |

## Marcatoare
7 goluri
- Sissi
- Sun Wen

4 goluri
- Ann-Kristin Aarønes

3 goluri
| - Pretinha - Jin Yan - Liu Ailing | - Bettina Wiegmann - Inka Grings - Nkiru Okosieme | - Hege Riise - Marianne Pettersen - Tiffeny Milbrett |

2 goluri
| - Julie Murray - Cidinha - Kátia - Charmaine Hooper - Zhang Ouying - Patrizia Panico | - Jo Song Ok - Mercy Akide - Elena Fomina - Olga Letyushova - Hanna Ljungberg - Victoria Svensson | - Cindy Parlow - Kristine Lilly - Mia Hamm - Michelle Akers - Tisha Venturini |

1 gol
| - Cheryl Salisbury - Maicon - Nenê - Silvana Burtini - Fan Yunjie - Liu Ying - Pu Wei - Zhao Lihong - Janni Johansen - Ariane Hingst - Steffi Jones - Renate Lingor - Birgit Prinz - Sandra Smisek | - Nana Gyamfua - Nami Otake - Jin Pyol Hui - Kim Kum Sil - Maribel Domínguez - Steffi Jones - Nkechi Egbe - Prisca Emeafu - Rita Nwadike - Brit Sandaune - Dagny Mellgren - Linda Medalen - Solveig Gulbrandsen - Unni Lehn | - Paola Zanni - Galina Komarova - Irina Grigorieva - Larissa Savina - Natalia Barbachina - Natalia Karasseva - Olga Karasseva - Jane Tornqvist - Kristin Bengtsson - Malin Moström - Brandi Chastain - Joy Fawcett - Julie Foudy - Shannon MacMillan |

Autogoluri
- Hiromi Isozaki (pentru Norvegia)
- Ifeanyichukwu Chiejine (pentru Statele Unite)
- Brandi Chastain (pentru Germania)